# Boulogne-sur-Gesse
Boulogne-sur-Gesse (okcitansko Bolonha de Gessa) je naselje in občina v južnem francoskem departmaju Haute-Garonne regije Jug-Pireneji. Leta 2008 je naselje imelo 1.629 prebivalcev.

## Geografija
Naselje leži v pokrajini Comminges ob reki Gesse, 30 km severozahodno od Saint-Gaudensa.

## Uprava
Boulogne-sur-Gesse je sedež istoimenskega kantona, v katerega so poleg njegove vključene še občine Blajan, Cardeilhac, Castéra-Vignoles, Charlas, Ciadoux, Escanecrabe, Gensac-de-Boulogne, Larroque, Lespugue, Lunax, Mondilhan, Montgaillard-sur-Save, Montmaurin, Nénigan, Nizan-Gesse, Péguilhan, Saint-Ferréol, Saint-Lary-Boujean, Saint-Loup-en-Comminges, Saint-Pé-Delbosc, Saman, Sarrecave in Sarremezan s 4.690 prebivalci.
Kanton Boulogne-sur-Gesse je sestavni del okrožja Saint-Gaudens.